# Città Proibita
La Città Proibita (cinese: 紫禁城S, ZǐjìnchéngP, lett. "Città Purpurea") è stata il palazzo imperiale delle dinastie Ming e Qing. Situata nel centro di Pechino, occupava il centro dell'antico sistema di fortificazioni della città e, per quasi cinque secoli, è servita come abitazione degli imperatori e delle loro famiglie, così come centro cerimoniale e politico del governo cinese.
Costruito tra il 1406 e il 1420, il complesso si compone di 980 edifici per un totale di 8 707 camere e 720 000 m², che ne fanno il più grande palazzo del mondo. Il complesso esemplifica la sontuosa architettura tradizionale cinese e ha influenzato gli sviluppi culturali e architettonici di tutta l'Asia orientale.
Dal 1925 è diventata un museo, noto come "Museo del Palazzo", la cui vasta collezione di opere d'arte e manufatti è stata realizzata grazie alle collezioni imperiali delle dinastie Ming e Qing. Questo museo non va confuso con l'omonima istituzione di Taipei (Taiwan), il National Palace Museum: entrambi i musei derivano dalla stessa istituzione, ma furono divisi dopo la guerra civile cinese.
Nel 1987 la Città Proibita è stata inserita nell'elenco dei Patrimoni dell'umanità dell'UNESCO, che la riconosce come la più grande collezione di antiche strutture in legno che si sia conservata fino ai giorni nostri.

## Nome

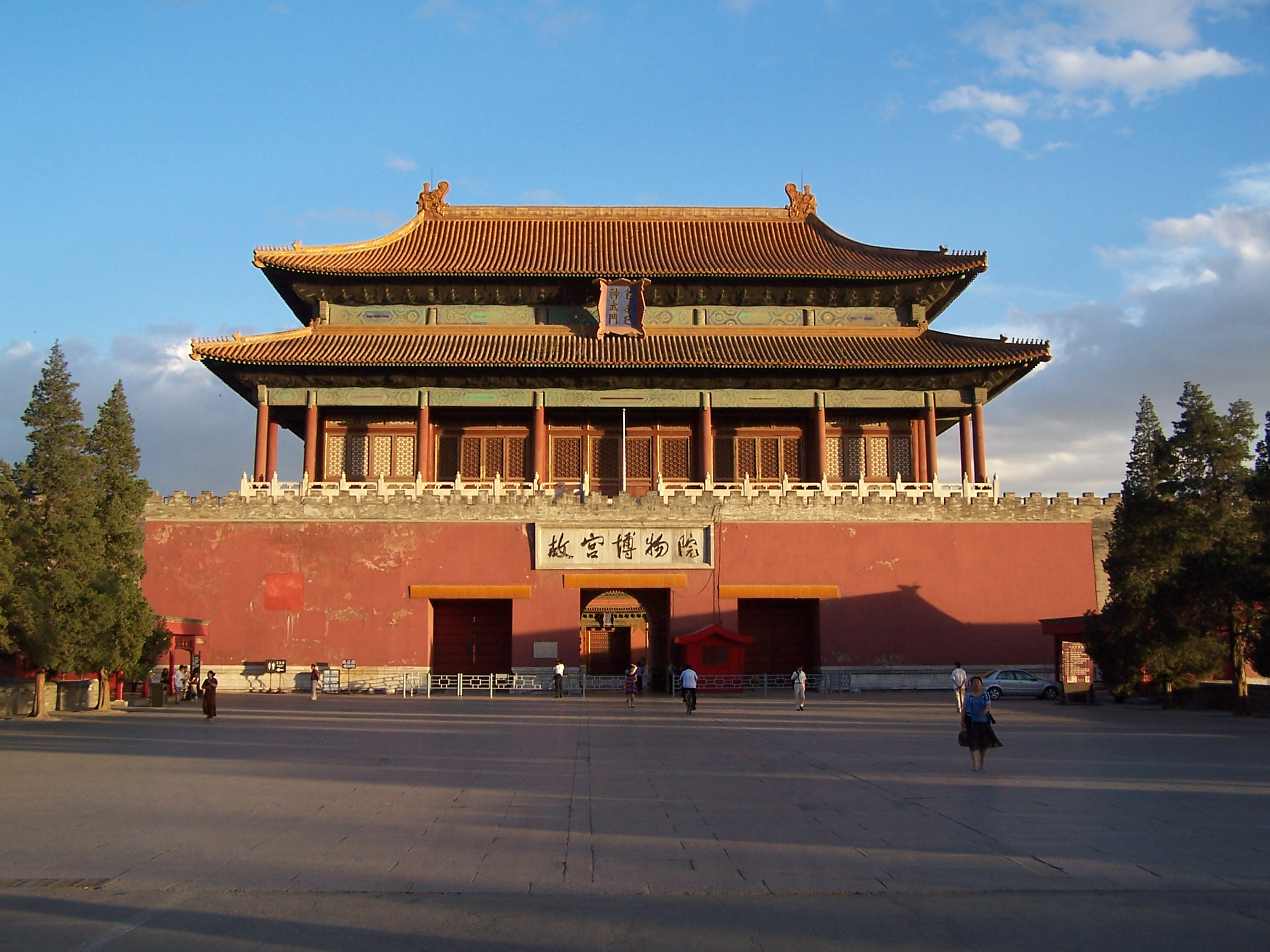
La Porta della Divina Potenza (ingresso nord della Città Proibita) - è visibile il cartello d'ingresso al museo (故宫 博物院).

I nomi con cui è conosciuta la Città Proibita sono numerosi. Il più comune, come già accennato, deriva dal cinese Zijin Cheng (紫禁城), che significa "Città purpurea". Il vocabolo cinese Zi, lett. "porpora", compare nel nome sinico della stella polare, l'astro che nell'astrologia cinese era attributo dell'Imperatore di Giada, chiamata appunto "stella purpurea". La regione celeste circostante la stella polare era chiamato il "Recinto purpureo" (cinese: 紫微垣; pinyin: Zǐwēiyuán) era il regno dell'Imperatore di Giada e della sua famiglia. La Città purpurea, in qualità di residenza dell'imperatore terrestre e della sua famiglia, era la controparte terrena del Recinto purpureo celeste. L'aggettivo "Proibita" (Jin) deriva dal fatto che, a parte i membri della casa imperiale, nessuno vi poteva entrare senza l'esplicito permesso dell'Imperatore. Talvolta nel passato veniva chiamato anche "Palazzo d'Inverno".
Oggi il sito è comunemente conosciuto in Cina con il nome di Gugong (故宫), cioè "ex palazzo".  Il museo della Città Proibita viene chiamato Gùgōng Bówùyùan (故宫博物院), cioè "Museo del Palazzo". In manciù è chiamato Dabkūri dorgi hoton, che letteralmente significa "Città interna stratificata".

## Storia

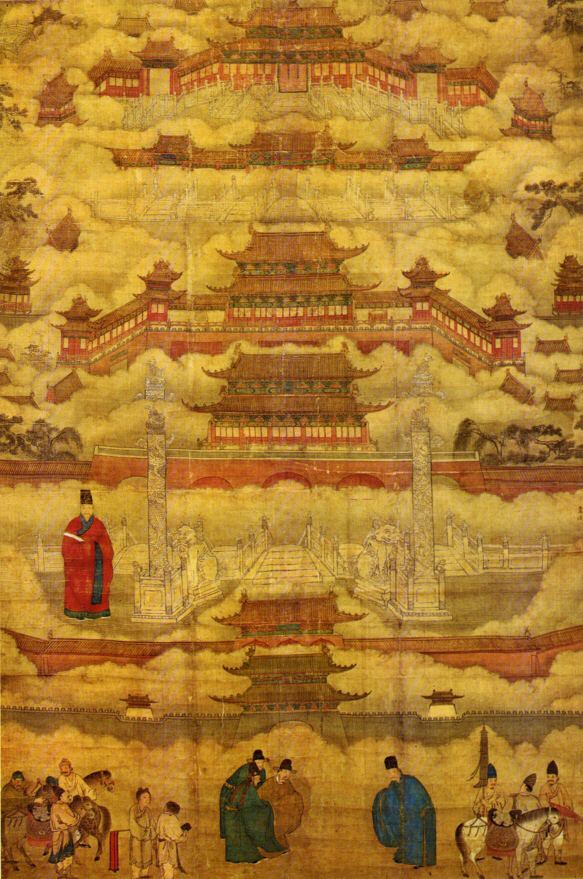
La città Proibita - dipinto della dinastia Ming.

Il sito dove sorge oggi la Città Proibita era parte della c.d. "Città imperiale" già durante la Dinastia Yuan. Quando la Dinastia Ming le succedette, l'Imperatore Hongwu spostò la capitale da Pechino a Nanchino e ordinò che i palazzi mongoli fossero rasi al suolo (1369). Il figlio Zhu Di, futuro Imperatore Yongle, ricevette il titolo di Principe di Yan, con sede a Pechino, dove venne costruito un palazzo. Nel 1402 Zhu Di usurpò il trono e divenne imperatore, spostando nuovamente la capitale da Nanchino a Pechino.
La costruzione della Città Proibita ebbe inizio nel 1406 e durò 14 anni, impiegando (secondo alcune stime) più di un milione di uomini. Il progetto prese a modello la già esistente residenza imperiale dei Ming di Nanchino (c.d. "Città Proibita di Nanchino"). L'asse principale del nuovo palazzo imperiale pechinese venne posto a est dei palazzi Yuan, poiché così la residenza dei mongoli sconfitti si trovò a ovest del nuovo edificio (la "zona della morte" secondo il Feng shui). Il terreno scavato durante la costruzione del fossato che circonda la Città Proibita venne riportato a nord, dove divenne una vera e propria collina artificiale.
Fra il 1420, anno del completamento, e il 1644, la Città Proibita fu la sede della dinastia Ming: lo rimase fino a quando venne invasa durante la rivolta contadina guidata da Li Zicheng che fu proclamato imperatore della dinastia Shun. In ottobre, i Manciù avevano raggiunto la supremazia nel nord della Cina e una cerimonia svoltasi presso la Città Proibita annunciò il giovane imperatore Shunzhi come sovrano di tutta la Cina sotto la dinastia Qing. Gli imperatori Qing cambiarono i nomi di alcuni degli edifici principali al fine di sottolineare "armonia" piuttosto che la "supremazia", produssero delle iscrizioni in doppia lingua (cinese e manciù), e introdussero elementi sciamanici nel palazzo. Anche successivamente, i Qing mantennero qui il quartier generale del potere politico cinese.
Nel 1860, durante la seconda guerra dell'oppio, l'esercito britannico penetrò nella Città Proibita e la occupò fino alla fine delle ostilità. Dopo essere stata la residenza di 24 imperatori (14 della Dinastia Ming e 10 della Qing), nel 1912 la Città Proibita cessò di essere il centro del potere politico cinese, con l'abdicazione del giovane imperatore Pu Yi. Egli ottenne però di potere continuare a vivere all'interno della "parte interna" della Città Proibita con la sua famiglia, mentre la "parte esterna" venne occupata dal governo della Repubblica di Cina e vi venne istituito un museo nel 1925.
Pu Yi restò nella Città Proibita fino al 1924, quando Feng Yuxiang prese il controllo di Pechino con un colpo di Stato, espellendo l'ex imperatore. Poco dopo venne istituito il "museo nazionale del palazzo", in cui erano esposti i numerosissimi tesori raccolti dagli imperatori nei cinque secoli in cui avevano dominato la Cina. Durante la seconda guerra sino-giapponese, la sicurezza di tali tesori venne messa in pericolo e furono quindi riportati nella Città Proibita. Parte della collezione è stata poi restituita alla fine della seconda guerra mondiale.

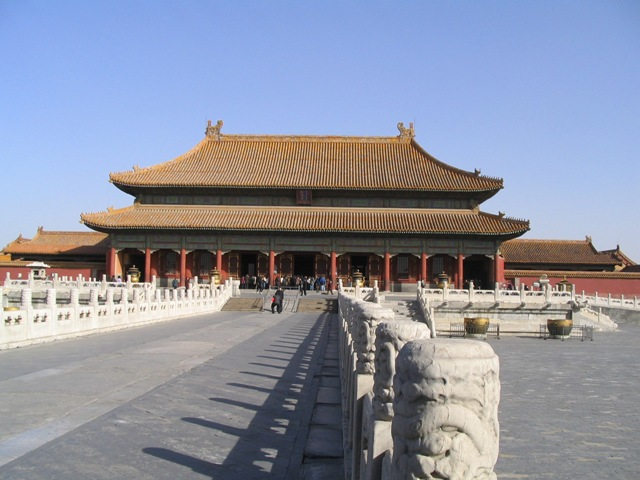
Il Palazzo della Suprema Armonia.

Nel 1947, dopo che erano stati spostati in numerosissime località della Cina, Chiang Kai-shek ordinò che tutti i manufatti che si fosse riusciti a trasportare (provenienti sia dalla Città Proibita sia dal palazzo imperiale di Nanchino) dovevano essere portati sull'isola di Taiwan. Questi oggetti formano il cuore del "museo nazionale del palazzo" di Taipei.
Dopo la costituzione avvenuta nel 1949 della Repubblica Popolare Cinese, la Città Proibita ha subito alcuni danni per colpa del clima rivoluzionario che ha travolto il paese. Durante la Rivoluzione Culturale, tuttavia, sono stati evitati ulteriori danneggiamenti grazie all'intervento del primo ministro Zhou Enlai, che ha inviato un battaglione dell'esercito a guardia della città.
Per il ruolo che ha avuto nello sviluppo dell'architettura e cultura cinese, la Città Proibita è stata dichiarata patrimonio dell'umanità nel 1987 dall'UNESCO come "palazzo imperiale delle dinastie Ming e Qing". Nel 2004, il Palazzo Mukden di Shenyang fu aggiunto come estensione della Città Proibita, mutando il nome del patrimonio in "palazzi imperiali delle dinastie Ming e Qing a Pechino e Shenyang". Attualmente si sta realizzando un progetto di restauro per riparare e ripristinare tutti gli edifici della Città Proibita al loro stato precedente al 1912.
Negli ultimi anni la presenza di imprese commerciali nella Città Proibita è diventata oggetto di dibattiti e di controversie. Un negozio Starbucks, aperto nel 2000, ha suscitato obiezioni ed è stato infine chiuso il 13 luglio 2007.

### La Città Proibita oggi
Oggi la Porta Tienanmen è decorata con un enorme ritratto di Mao Zedong, affiancato da due manifesti. Quello di sinistra reca la scritta zhōnghuá rénmín gònghéguó wànsuì (中华人民共和国万岁), che significa "lunga vita alla Repubblica Popolare Cinese", mentre su quello di destra c'è scritto shìjiè rénmín dà tuánjié wànsuì (世界人民大团结万岁), cioè "lunga vita alla grande unità delle popolazioni del mondo". Queste frasi hanno un enorme significato simbolico, poiché la frase "lunga vita" (letteralmente: "diecimila anni") era tradizionalmente riservata all'Imperatore della Cina, mentre oggi è utilizzabile anche per la gente comune, esattamente come è successo per la Città Proibita.

## Descrizione

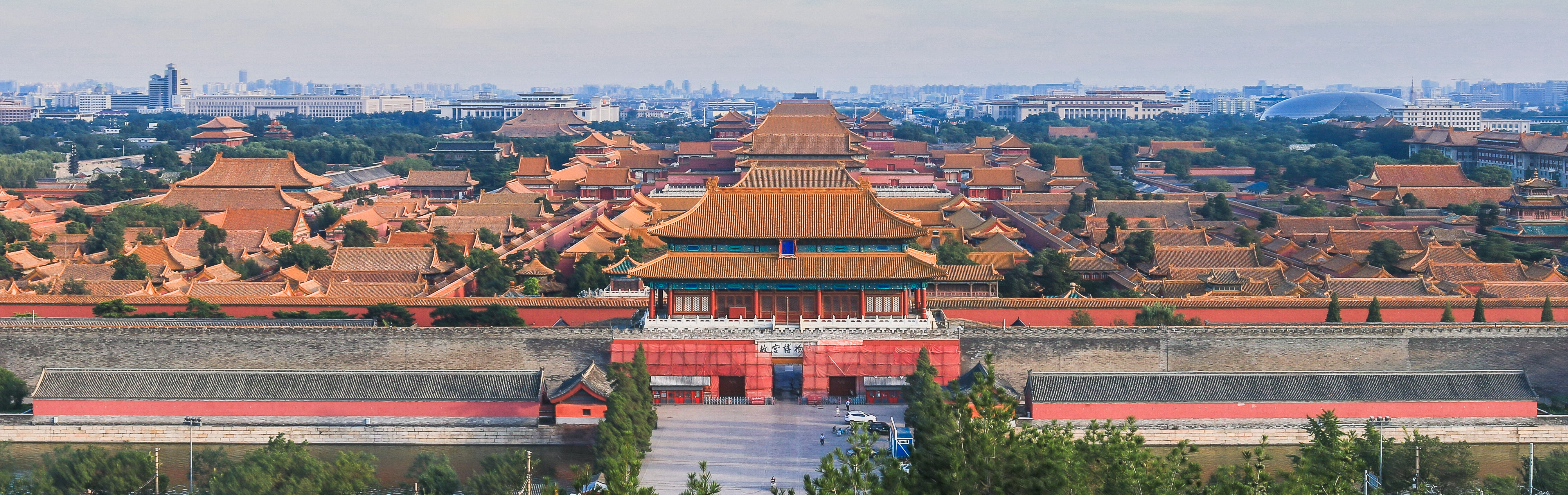
La Città Proibita vista dalla collina Jingshan a nord.

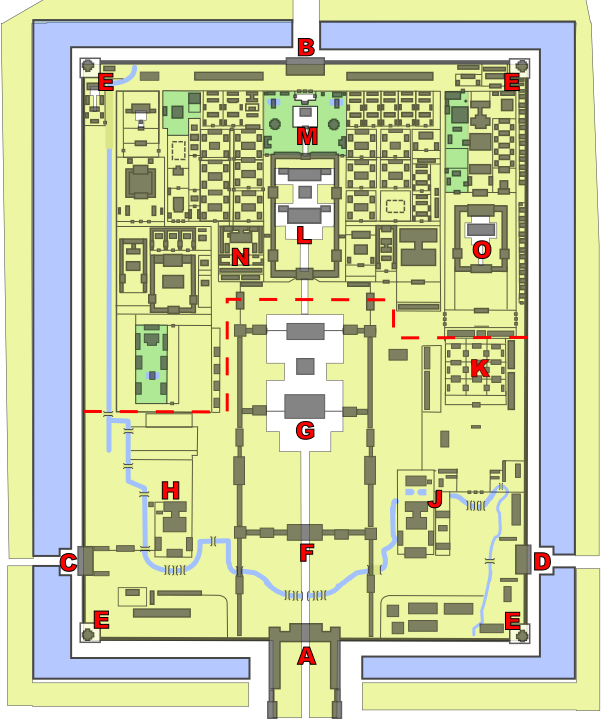
Pianta della Città Proibita. Le etichette in rosso sono utilizzate come riferimenti per il testo.
----
- – - La linea divide approssimativamente la corte interna (nord) con l'esterna (sud).
----
A. Porta Meridiana
B. Porta della Divina Potenza
C. Porta Gloriosa dell'Ovest
D. Porta Gloriosa dell'Est
E. Torri angolari
F. Porta della Suprema Armonia
G. Palazzo della Suprema Armonia
H. Palazzo dell'Eminenza Militare
J. Palazzo della Gloria Letteraria
K. I tre luoghi del sud
L. Palazzo della Purezza Celeste
M. Giardino Imperiale
N. Palazzo dell'Educazione Mentale
O. Palazzo della Tranquilla Longevità

La Città Proibita è il più grande complesso palaziale esistente al mondo coprendo 72 ettari. Si tratta di un rettangolo lungo 961 metri sul lato da nord a sud e di 753 metri su quello da est a ovest. Esso consiste in 980 edifici sopravvissuti con un totale di 8.707 camere. La Città Proibita è stata progettata per essere il centro dell'antica città fortificata di Pechino: è infatti racchiusa nell'area fortificata c.d. "Città imperiale" a sua volta racchiusa nella c.d. "Città Interna" (la "Città Esterna", realizzata dai Ming nel XVI secolo sorse poi a sud della Città Interna che, inizialmente, avrebbe dovuto circondare).
La Città Proibita rimane importante nello schema urbanistico di Pechino. L'asse nord-sud centrale rimane la via principale della città. Esso si estende verso sud attraversando la Porta Tiananmen verso la piazza Tienanmen, il centro cerimoniale della Repubblica popolare cinese, dirigendosi per la Porta Yongdingmen, antico tramite tra la vecchia cinta muraria di Pechino e la città esterna. A nord, si estende attraverso la collina di Jingshan verso le Torri della Campana e del Tamburo. Questo asse non è esattamente allineato da nord a sud ma è leggermente inclinato di poco più di due gradi. Gli studiosi ritengono che l'asse sia stato progettato durante la dinastia Yuan per essere allineato con Xanadu, l'altra capitale del loro impero.

### Le mura e le porte

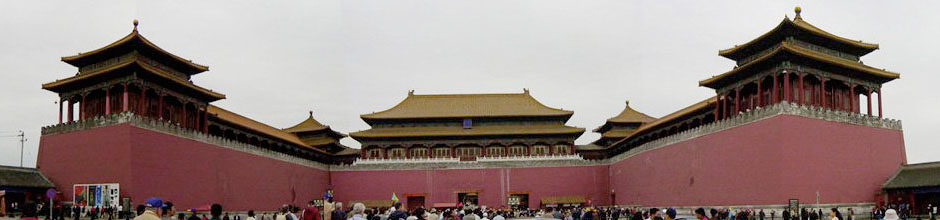
La "Porta Meridiana", l'ingresso alla Città Proibita, con le due ali sporgenti.

La torre angolare nord-ovest.

La Città Proibita è circondata da mura alte 7,9 metri e da un fossato di 6 metri di profondità e 52 metri di ampiezza. Le pareti, alla base, sono larghe 8,62 metri per poi assottigliarsi a 6,66 metri in cima. Queste mura servono sia come difesa sia come sostegno per i palazzi. Esse sono state costruite con un nucleo in terra battuta e da tre strati di mattoni su entrambi i lati, con gli interstizi riempiti di malta. Ai quattro angoli del muro, sono situate delle torri (E) con i tetti realizzati con 72 creste, che riproducono la Pagoda della Gru Gialla e la Pagoda del Principe Teng, come apparivano nei dipinti della dinastia Song. Queste torri sono le parti più visibili del palazzo per la gente comune che si trova fuori le mura.
Le mura presentano una porta su ogni lato:
- all'estremità meridionale si trova la "Porta Meridiana" (A)[30];
- a nord si trova la "Porta della Divina Potenza" (B) (la distanza lineare tra la Porta Meridiana e la Porta della Divina Potenza è di 960 metri) a cui si affaccia il parco Jingshan. Questa porta è l'ingresso ufficiale al museo;
- a est e a ovest si trovano due porte: sono chiamate "Porta Gloriosa dell'Est" (D) e "Porta Gloriosa dell'Ovest" (C).

Tutte le porte della Città Proibita sono decorate con nove file di chiodi d'oro, fatta eccezione per la Porta Gloriosa dell'Est che ha solo otto file. Le mura sono molto spesse, progettate specificamente per resistere ad attacchi di cannoni.
Tra la "Porta Meridiana" e la "Porta Tienanmen" si trova un'ampia piazza in cui spesso venivano eseguite le punizioni corporali inflitte dall'imperatore. Questa è la stessa piazza in cui Mao Zedong fece il suo celebre discorso sul comunismo.
Come già nel Palazzo Ming di Nanchino, la Porta Meridiana della Città Proibita ha due ali sporgenti che formano tre lati di un quadrato. Il cancello possiede cinque porte. L'ingresso centrale è parte della Via Imperiale, un percorso contrassegnato da pietra che forma l'asse centrale della Città Proibita e della stessa antica città di Pechino. Solo l'imperatore poteva passeggiare sulla Via Imperiale, fatta eccezione per l'imperatrice, in occasione del suo matrimonio e degli studenti di successo dopo l'esame imperiale.

### Palazzi e ambienti
Tradizionalmente la Città Proibita è divisa in due parti:
- la "Corte Esterna" (外朝) o frontale (前朝) comprende le sezioni poste a sud e veniva usata prevalentemente per scopi cerimoniali; e
- la "Corte Interna" (内廷) o "Palazzo Posteriore" (后宫) comprende le sezioni nord ed era la residenza dell'imperatore e della sua famiglia, oltre a essere il luogo dove si svolgevano gli affari di Stato.

La linea di divisione approssimativa tra le due corti è indicata con un tratteggio rosso nella pianta sopra riportata. Generalmente, la Città Proibita è disposta su tre assi verticali. Gli edifici più importanti sono situati al centro nord-sud.

#### Corte esterna

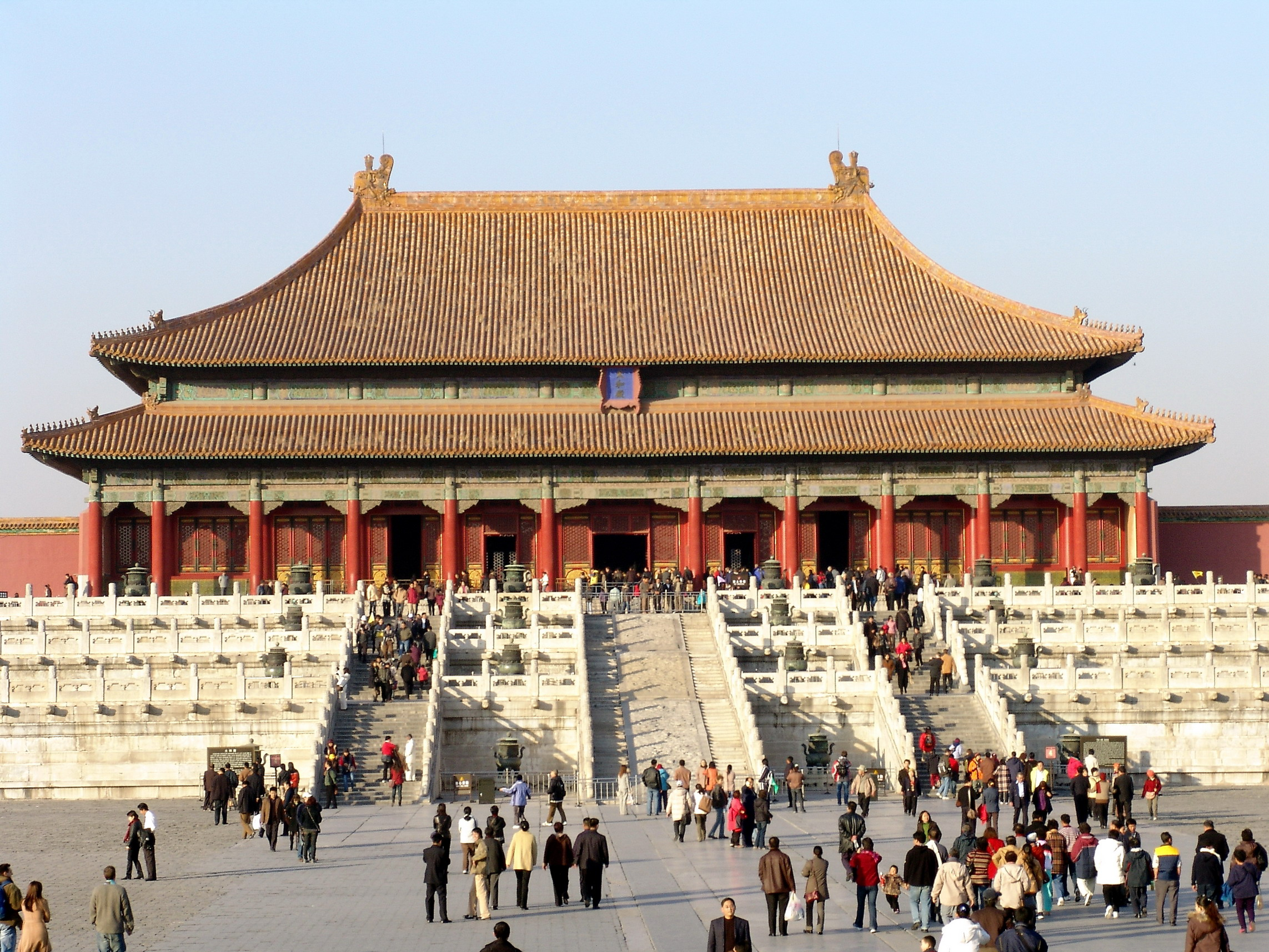
Il Palazzo della Suprema Armonia.

Entrando dalla Porta Meridiana, si incontra una grande piazza, tagliata dal meandro del Fiume dell'Acqua d'Oro, che è possibile attraversare grazie a cinque ponti. Al di là della piazza si trova la Porta della Suprema Armonia (F). Dietro questa vi è la Piazza della Suprema Armonia. Sopra questa piazza sorgono tre livelli di terrazze in marmo bianco su cui sono disposti tre palazzi, partendo da sud questi sono: il Palazzo della Suprema Armonia (太和 殿), il Palazzo dell'Armonia Centrale (中 和 殿) e il Palazzo della Preservazione dell'Armonia (保 和 殿).

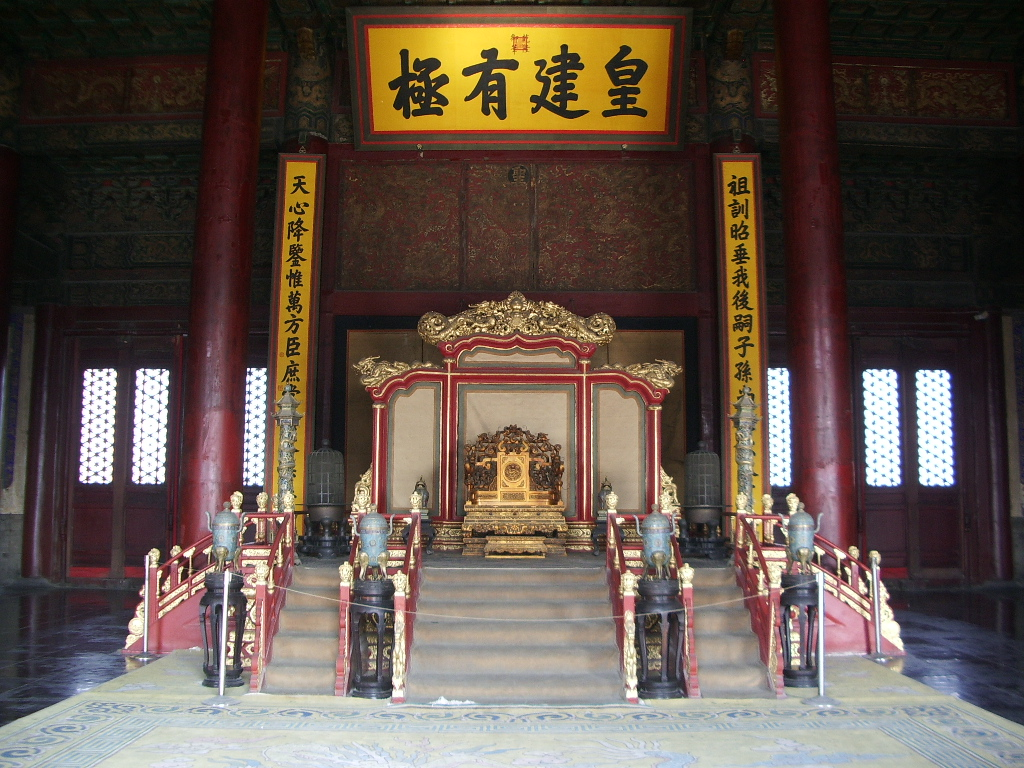
Il trono nella sala della Preservazione dell'Armonia.

Il Palazzo della Suprema Armonia (G) è il più grande e sorge a circa 30 metri sopra il livello della piazza circostante. Era il centro cerimoniale del potere imperiale e la più grande struttura in legno sopravvissuta in Cina. Si tratta di un edificio di nove campate di larghezza e cinque campate in profondità. I numeri 9 e 5 erano simbolicamente collegati alla maestà dell'imperatore. Nel soffitto al centro della sala vi è un'intricata struttura a cassettoni decorata con un drago a spirale, dalla cui bocca vi è appeso un lampadario realizzato in sfere di metallo, chiamato lo "Specchio Xuanyuan". Nella dinastia Ming, l'imperatore teneva qui la corte per discutere di affari di stato. Durante la dinastia Qing, questa sala veniva utilizzata prevalentemente per soli scopi cerimoniali, come incoronazioni, investiture e matrimoni imperiali.
Il Palazzo dell'Armonia Centrale è un piccolo edificio utilizzato dall'imperatore per la preparazione e del riposo, prima e durante le cerimonie. Il Palazzo della Preservazione dell'Armonia veniva invece utilizzato per le prove delle cerimonie e anche come luogo dove si svolgeva la fase finale dell'esame imperiale. Tutti e tre gli edifici dispongono di troni imperiali, quello più grande ed elaborato è situato nella Sala della Suprema Armonia.

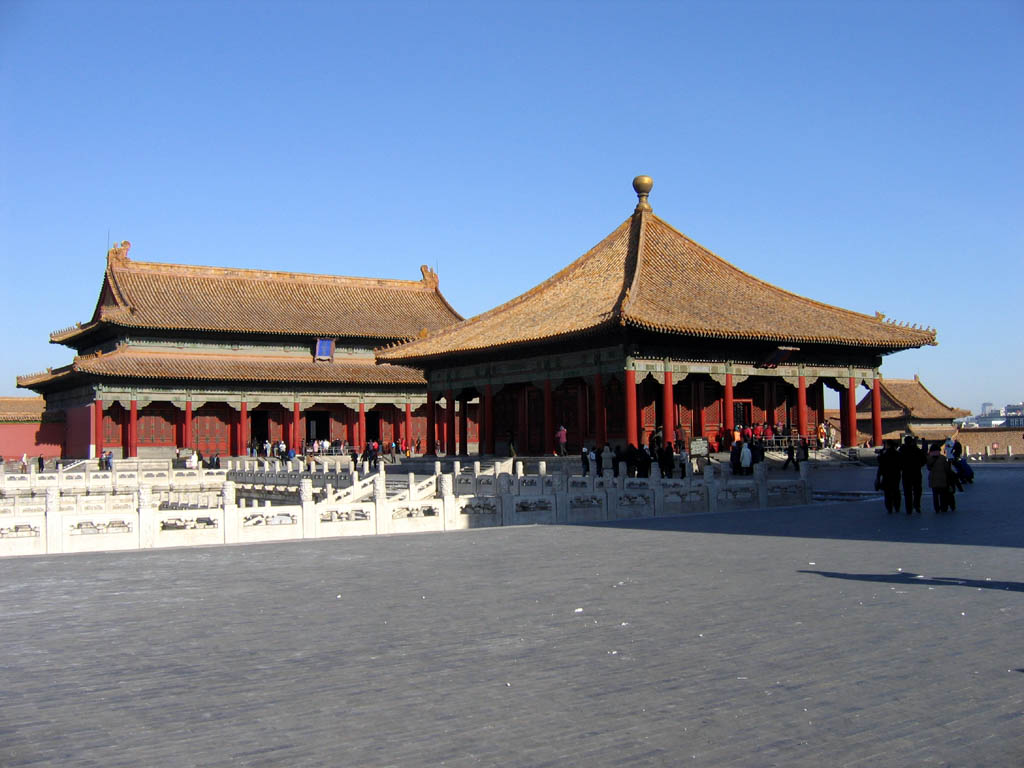
Il Palazzo dell'Armonia Centrale (davanti) e il Palazzo della Preservazione dell'Armonia.

Al centro delle rampe che portano alle terrazze dai lati nord e sud, che fanno parte della Via Imperiale, vi sono dei bassorilievi con elaborati soggetti simbolici. La rampa a nord, dietro il Palazzo della Preservazione dell'Armonia, è ricavata da un unico pezzo di pietra di 16,57 metri di lunghezza e 3,07 metri di larghezza e 1,7 metri di spessore. Pesa circa 200 tonnellate ed è la più grande scultura del genere in Cina. La rampa sud, davanti al Palazzo della Suprema Armonia, è ancora più lungo, ma è composta da due lastre di pietra unite. La giunzione è stata ingegnosamente nascosta utilizzando la sovrapposizione di bassorilievi ed è stata scoperta solo quando gli agenti atmosferici hanno allargato il divario nel XX secolo.
A sud-ovest e sud-est del cortile esterno vi sono le sale dell'Eminenza Militare (H) e della Gloria Letteraria (J). La prima è stata utilizzata varie volte dall'Imperatore per ricevere ministri e tenere la corte. L'ultima è stata utilizzata per le lezioni di cerimoniale da parte di personale altamente preparato e da studiosi confuciani e più tardi divenne la sede del Gran Segretariato. Una copia della Siku Quanshu era situata lì. A nord-est vi sono i tre palazzi del sud (南 三 所) (K), che furono la residenza del principe ereditario.

#### Corte interna

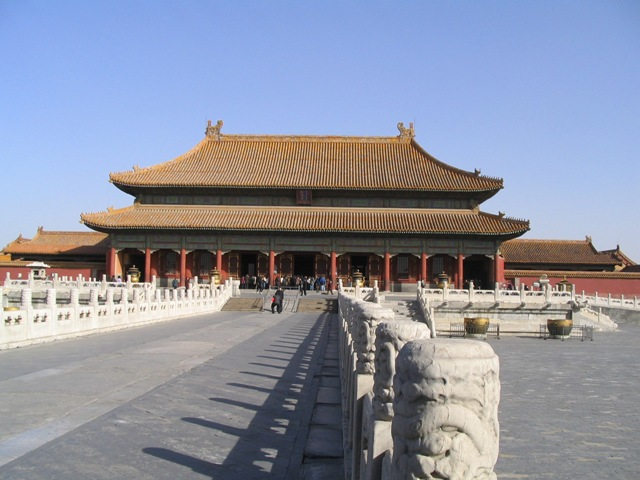
Il Palazzo della Purezza Celeste.

La corte interna è separata da quella esterna per mezzo di un cortile ortogonale all'asse principale della città. Essa è stata da sempre la residenza dell'imperatore e della sua famiglia. Durante la dinastia Qing, l'imperatore ha vissuto e lavorato quasi esclusivamente nella corte interna, mentre quella esterna era utilizzata solo per scopi cerimoniali.
Al centro della corte interna, sono presenti tre edifici (L). Partendo da sud si possono trovare; il Palazzo della Purezza Celeste (干 清宫), Il Palazzo dell'Unione e il Palazzo della Tranquillità Terrestre. I tre palazzi furono le residenze ufficiali dell'imperatore e dell'imperatrice. L'imperatore, che rappresenta lo Yang e il Cielo, occupava il Palazzo della Purezza Celeste. L'imperatrice, che rappresenta lo Yin e la Terra, risiedeva nel Palazzo della Tranquillità Terrestre. Tra di loro c'era il Palazzo dell'Unione, in cui lo Yin e lo Yang si mescolavano per produrre armonia.
Il Palazzo della Purezza Celeste è un edificio impostato su un'unica piattaforma di marmo bianco, è collegato alla Porta della Purezza Celeste posta a sud da una passerella. Durante la dinastia Ming, fu la residenza dell'imperatore. Tuttavia, a partire da Yongzheng, imperatore della dinastia Qing, l'imperatore risiedeva invece presso la Sala minore del palazzo della coltivazione mentale (N) situato a ovest, per rispetto alla memoria dell'imperatore Kangxi. Il Palazzo della Purezza Celeste divenne in seguito la sala delle udienze dell'imperatore[47]. Il tetto è strutturato a cassettoni con un drago a spirale. Sopra il trono pende una tavoletta recante la scritta: "Giustizia e Onore" (cinese: 正大光明; pinyin: zhèngdàguāngmíng).

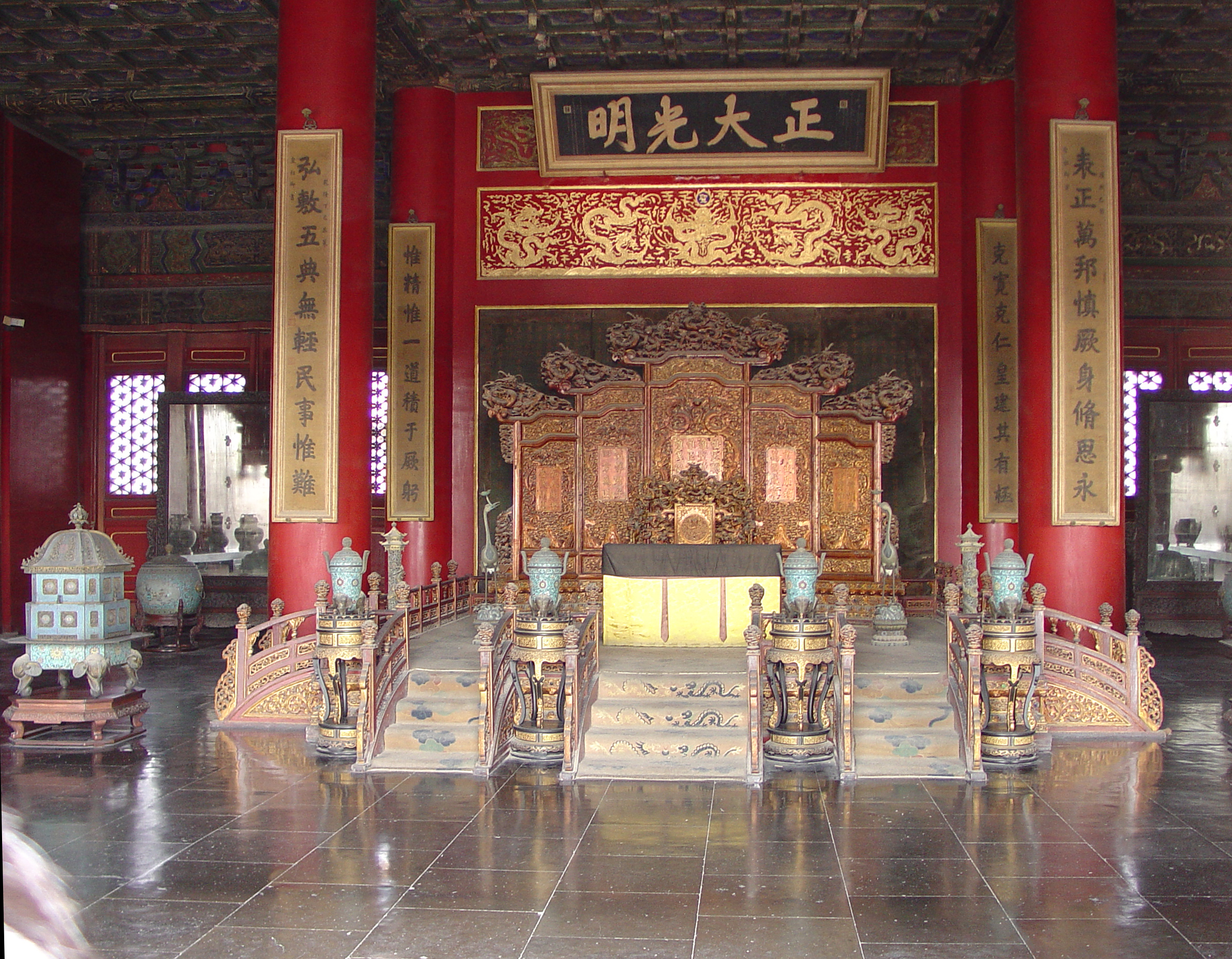
Il Trono del Dragone all'interno del "Palazzo della purezza celeste".

Il Palazzo della Tranquillità Terrestre (坤宁宫) è un doppio edificio che, durante la dinastia Ming, era destinato alla residenza dell'imperatrice. Durante la dinastia Qing, grandi porzioni del Palazzo sono state convertite al culto sciamanico dai nuovi governanti Manchu. Dal regno dell'imperatore Yongzheng, l'imperatrice fu spostata all'esterno del palazzo. Tuttavia, due stanze nel Palazzo dell'Armonia terrestre sono state conservate per l'utilizzo durante la prima notte di nozze dell'imperatore.
Tra questi due palazzi vi è la Sala dell'Unione, che è di forma quadrata con un tetto piramidale. Qui vengono conservati i 25 sigilli imperiali della dinastia Qing, così come altri oggetti cerimoniali.
Dietro queste tre sale si trova il Giardino Imperiale (M). Relativamente piccolo e compatto nel disegno, il giardino contiene tuttavia numerose caratteristiche paesaggistiche elaborate. A nord del giardino vi è la Porta della Divina Potenza, la porta nord del palazzo.

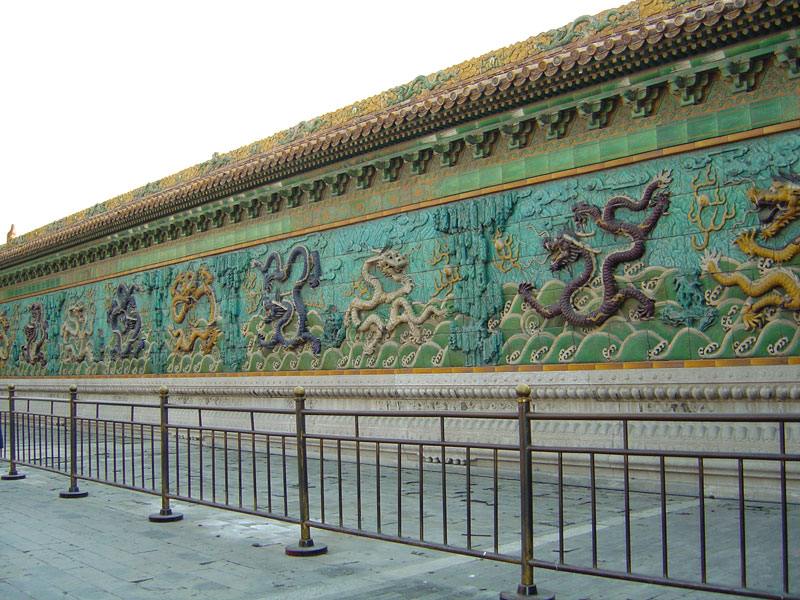
I nove draghi all'ingresso del Palazzo della Longevità Tranquilla.

Distribuiti a est e a ovest delle tre sale principali, vi sono una serie di cortili e palazzi minori, dove vivevano le concubine dell'imperatore e suoi figli.
Direttamente a ovest vi è la Sala dell'Educazione Mentale (N). In origine era un palazzo minore, questa divenne la residenza di fatto e l'ufficio dell'Imperatore a partire da Yongzheng. Situati intorno alla sala centrale vi sono gli uffici del Gran Consiglio e gli altri enti pubblici fondamentali.
Il cortile posto a nord-est è occupato dal Palazzo della Longevità Tranquilla (宁寿宫) (O), un complesso costruito dall'imperatore Qianlong in previsione del suo ritiro. Rispecchia il disegno della Città Proibita e dispone di un proprio "cortile esterno", un "cortile interno", giardini e templi. L'ingresso al Palazzo della Longevità Tranquilla è segnato da un vetro su cui sono disegnati nove draghi. Questa sezione della Città Proibita è stata restaurata grazie a una collaborazione tra il Museo del Palazzo e il World Monuments Fund, in un progetto a lungo termine previsto per essere portato a termine nel 2017.

### Religione
La religione era una parte importante della vita per la corte imperiale. Durante la dinastia Qing il Palazzo dell'Armonia terrestre era il luogo per le cerimonie sciamaniche. Allo stesso tempo, la religione nativa taoista cinese ha continuato ad avere un ruolo importante per tutte le dinastie Ming e Qing. Erano presenti due santuari taoisti, uno nel giardino imperiale e un altro nella zona centrale della corte interna.
Un'altra forma prevalente della religione nella dinastia Qing fu il buddismo. Un certo numero di templi e santuari vennero edificati in tutto il cortile interno, compresi quelli relativi al culto del buddismo tibetano o lamaismo. L'iconografia buddista ha proliferato anche nelle decorazioni degli interni di molti edifici. Di questi, il Padiglione della Pioggia di Fiori è uno degli esempi più importanti. Ospitava un gran numero di statue buddiste e icone collocate in diverse modalità rituali.

### Dintorni

Posizione della Città Proibita nel centro storico di Pechino.

La Città Proibita è circondata sui tre lati da giardini imperiali. A nord c'è Jingshan Park, noto anche come Prospect Hill, una collina artificiale creata dal terreno scavato per costruire il fossato e dai laghi vicini.
A ovest si trova Zhongnanha, un giardino in mezzo a due laghi collegati, che ora serve come sede centrale del Partito Comunista Cinese e il Consiglio di Stato della Repubblica popolare cinese. A nord-ovest si trova Parco Beihai.
A sud della Città Proibita vi erano due importanti santuari: il Santuario della Famiglia Imperiale (cinese: 太庙; pinyin: Tàimiào) e il Santuario Imperiale di Stato (in cinese: 太 社稷; pinyin: Tàishèjì), dove l'imperatore venerava rispettivamente gli spiriti dei suoi antenati e quello della nazione. Oggi questi sono occupati dal palazzo culturale di Pechino e dal parco Zhongshan (in commemorazione di Sun Yat-sen), al cui interno si trova uno dei luoghi cerimoniali più sacri della Cina imperiale ovvero lo Shejitan (社稷坛S, ShèjìtánP, lett. "Altare della Terra e del Grano").
A sud vi sono due corpi di guardia in posizione quasi identica lungo l'asse principale. Sono la Porta verticale (cinese: 端 门; pinyin: Duānmén) e la porta più famosa, quella di Tienanmen, che è attualmente decorata con un ritratto di Mao Tse-tung posto al centro e da due cartelli a sinistra e a destra recanti le scritte: "Viva la Repubblica popolare di Cina" e "Viva la Grande Unità dei Popoli del Mondo". La Porta di Tienanmen collega città Proibita con la moderna Piazza Tienanmen.
Mentre lo sviluppo urbano è strettamente controllato nelle vicinanze della Città Proibita per tutto il secolo scorso demolizioni incontrollate e, talvolta, politicamente motivate hanno cambiato il carattere delle aree circostanti la Città Proibita. Dal 2000, il governo municipale di Pechino ha lavorato a spostare le istituzioni governative e militari che occupano alcuni edifici storici e ha istituito un parco intorno alle restanti parti della città. Nel 2004 un'ordinanza in materia di altezza degli edifici e pianificazione è stata emanata per stabilire la zona della città imperiale e la zona nord della città come una zona cuscinetto per la Città Proibita. Nel 2005, la città imperiale e il Parco Beihai (come un elemento di estensione al Palazzo d'Estate) sono stati inclusi nella lista dei Patrimonio dell'umanità.

## Simbolismo

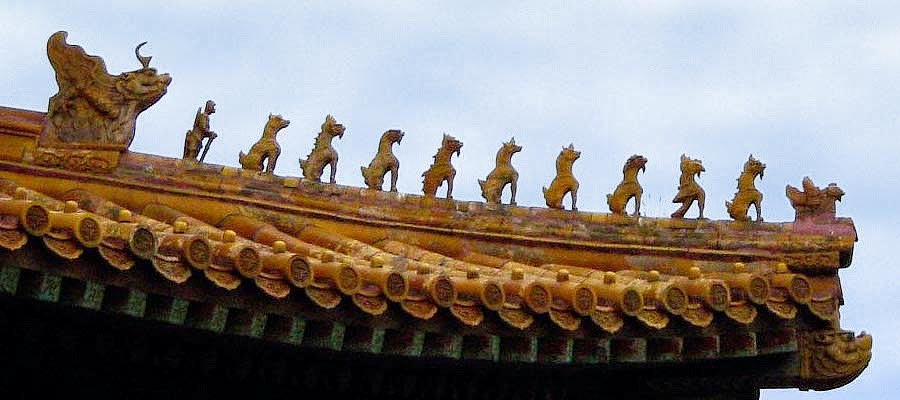
Statue poste sul Palazzo della Suprema Armonia.

Il progetto della Città Proibita, dalla disposizione generale al più piccolo dettaglio, è stato meticolosamente pianificato in modo da riflettere i principi filosofici, religiosi e, soprattutto, a simboleggiare la maestà del potere imperiale. Alcuni esempi celebri della sua simbologia sono:
- Il giallo è il colore dell'imperatore, colore che domina i tetti della Città Proibita. Ci sono solo due eccezioni: la biblioteca presso il Palazzo della Gloria letteraria (文渊 阁) che ha piastrelle nere, poiché questo colore è stato associato con l'acqua e quindi antincendio. Analogamente la residenza del principe ereditario ha piastrelle verdi, perché il verde era associato con il legno e quindi con la crescita[35].
- Le sale principali delle corti esterne e interne sono tutte disposte in gruppi di tre, a ricordare il diagramma Quiang che rappresenta il Cielo. Le residenze della corte interna sono invece disposte in gruppi di sei, la forma del trigramma Kun, che rappresenta la Terra[10].
- Le creste inclinate di tetti dell'edificio sono decorate con una linea di statuette rappresentanti da un uomo in sella a una fenice e seguita da un drago imperiale. Il numero delle statuette rappresenta lo stato della costruzione; un edificio minore può avere tre o cinque. La Sala della Suprema Armonia ne ha dieci, l'unico edificio del Paese a essere ammesso a questo livello. Di conseguenza la sua statuetta, chiamata "Hangshi" (in cinese: 行 十; pinyin: Hángshí),[46] è anche unica nella Città Proibita[58].
- La disposizione degli edifici segue antiche usanze previste dal Libro dei riti: i templi ancestrali sono di fronte al palazzo; le aree di deposito sono poste nella parte anteriore del complesso del palazzo; e le residenze nella parte posteriore[59].

## Galleria d'immagini

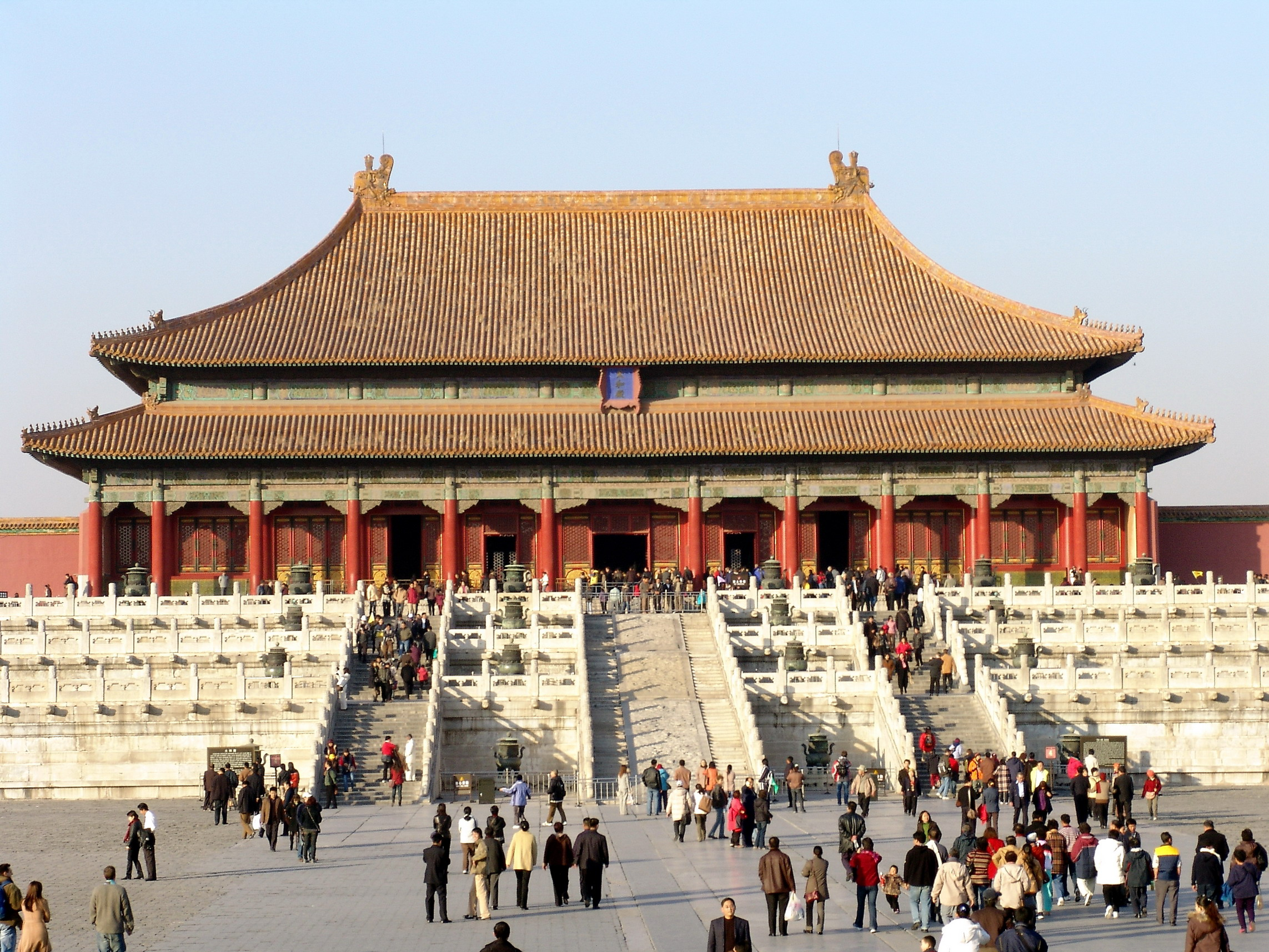
Il palazzo imperiale.
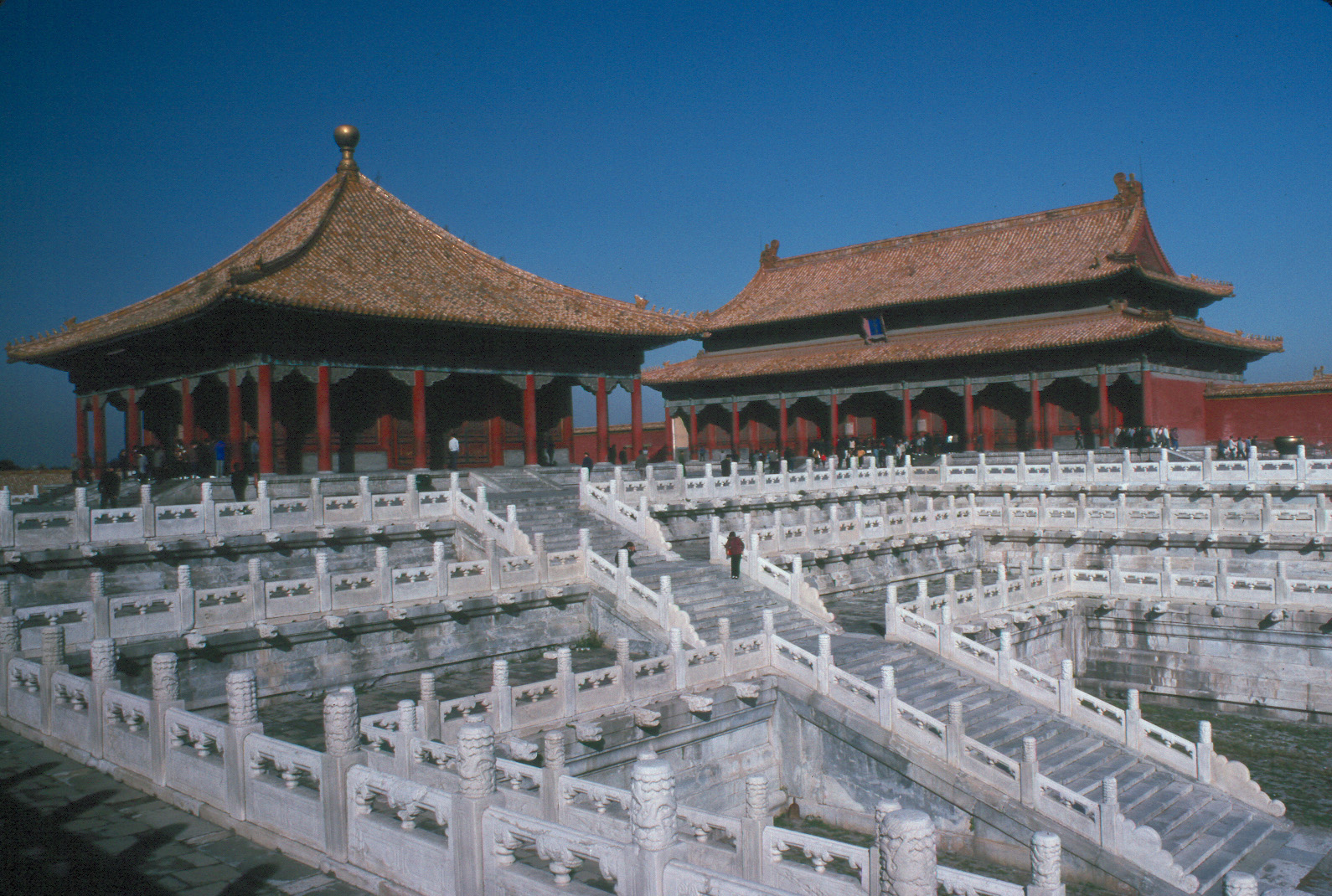
La scalinata del palazzo imperiale.
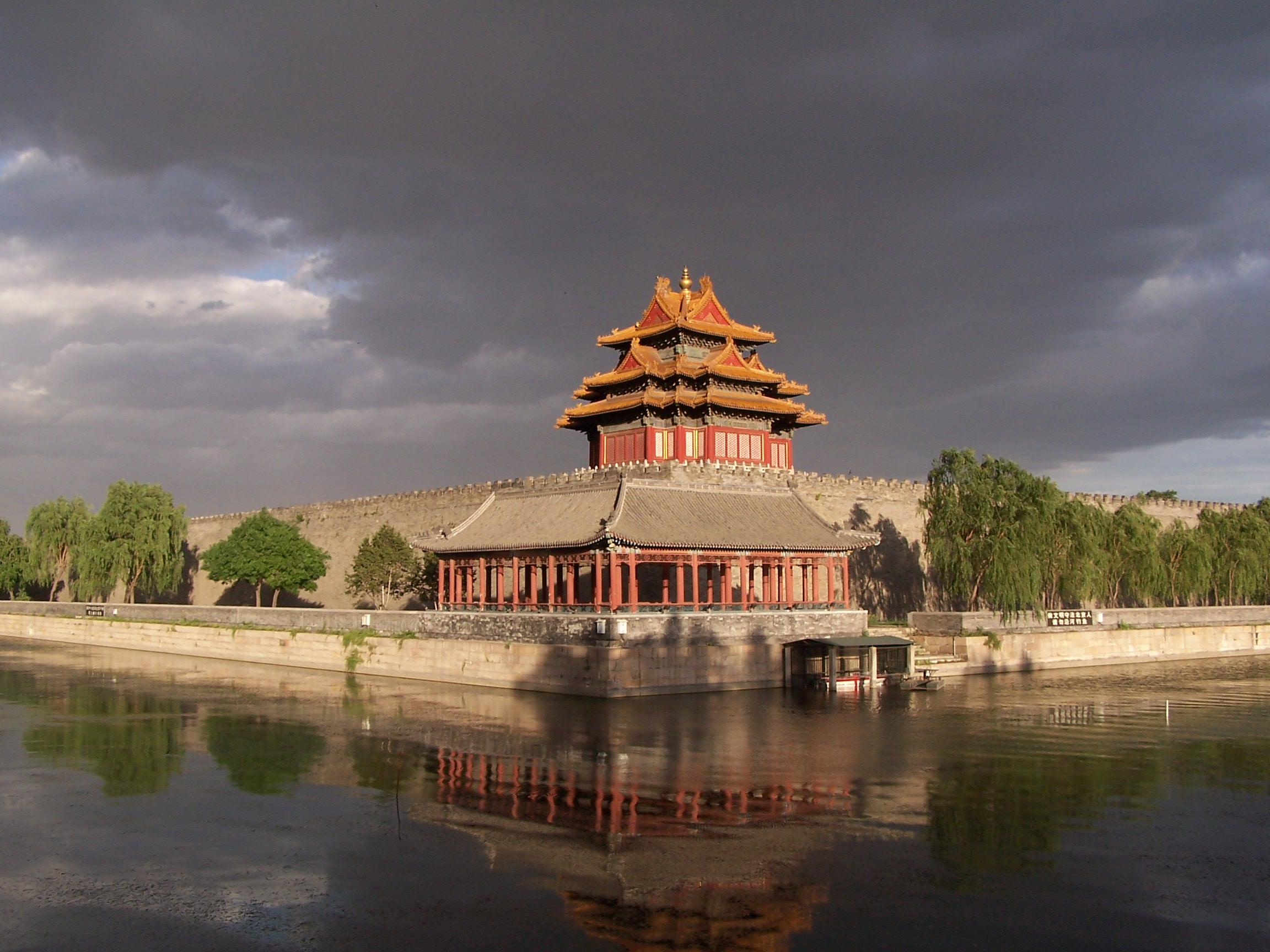
La torre nord-occidentale.
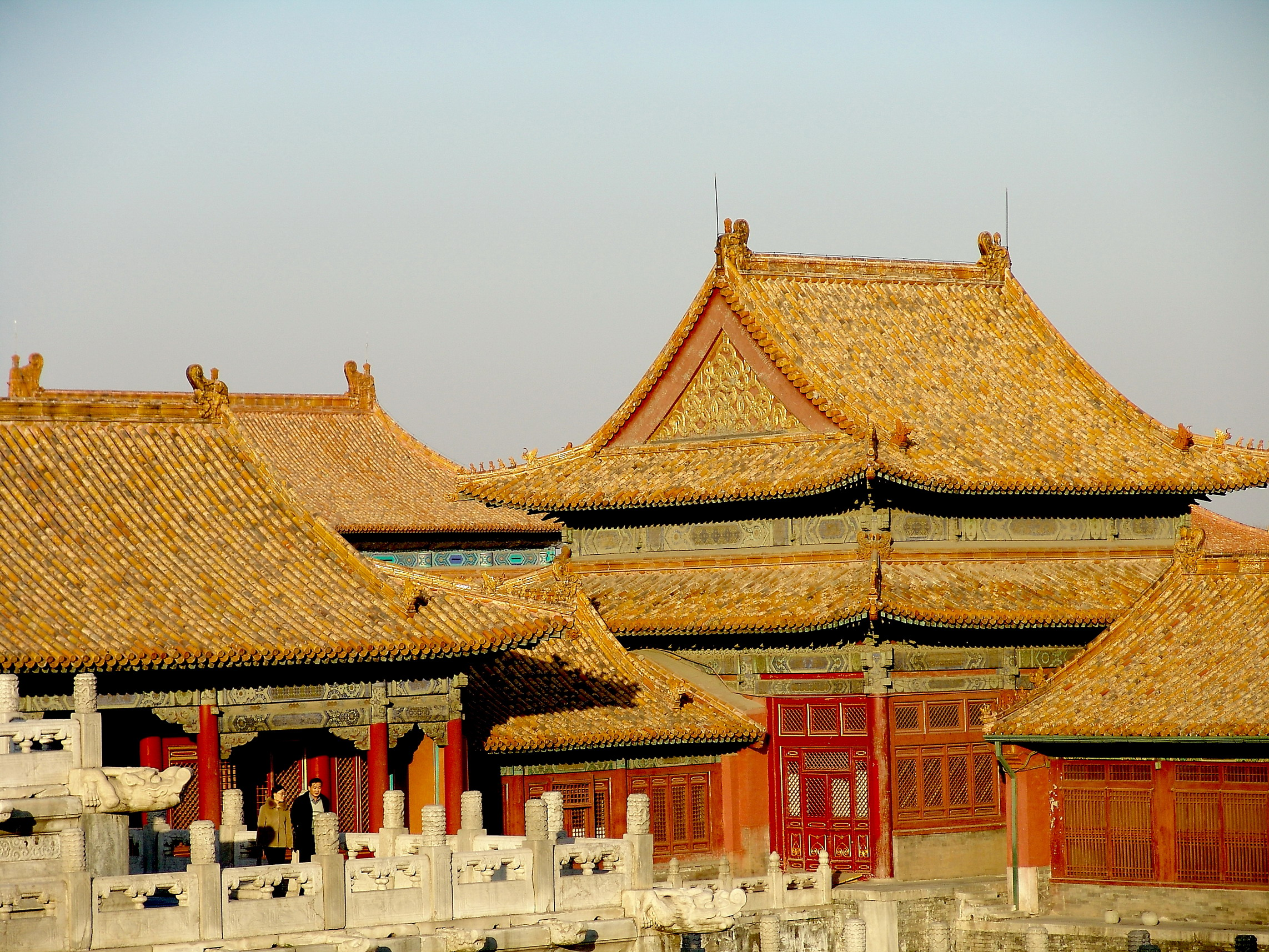
I tetti della Città Proibita.
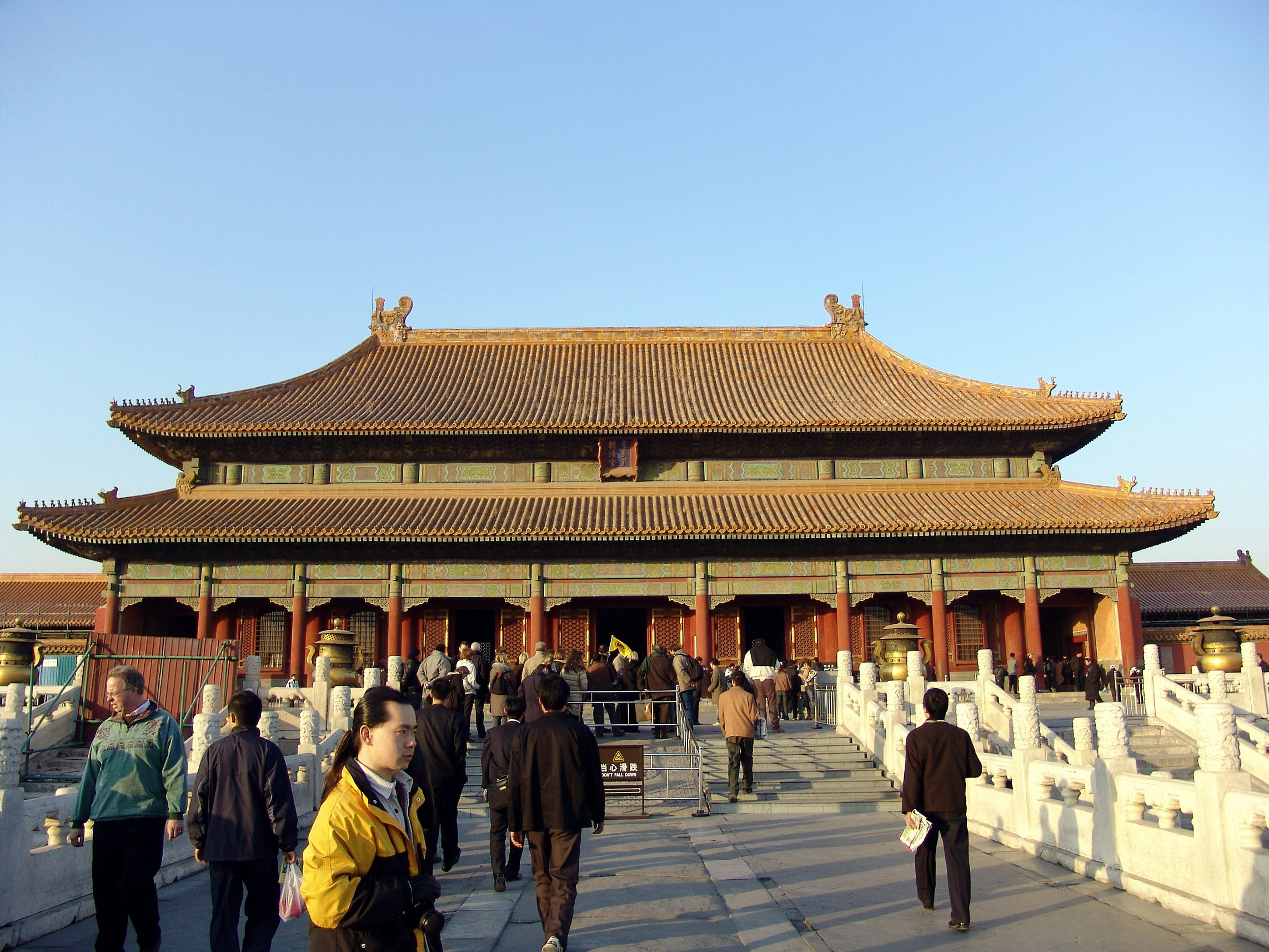
Turisti all'interno del Museo.
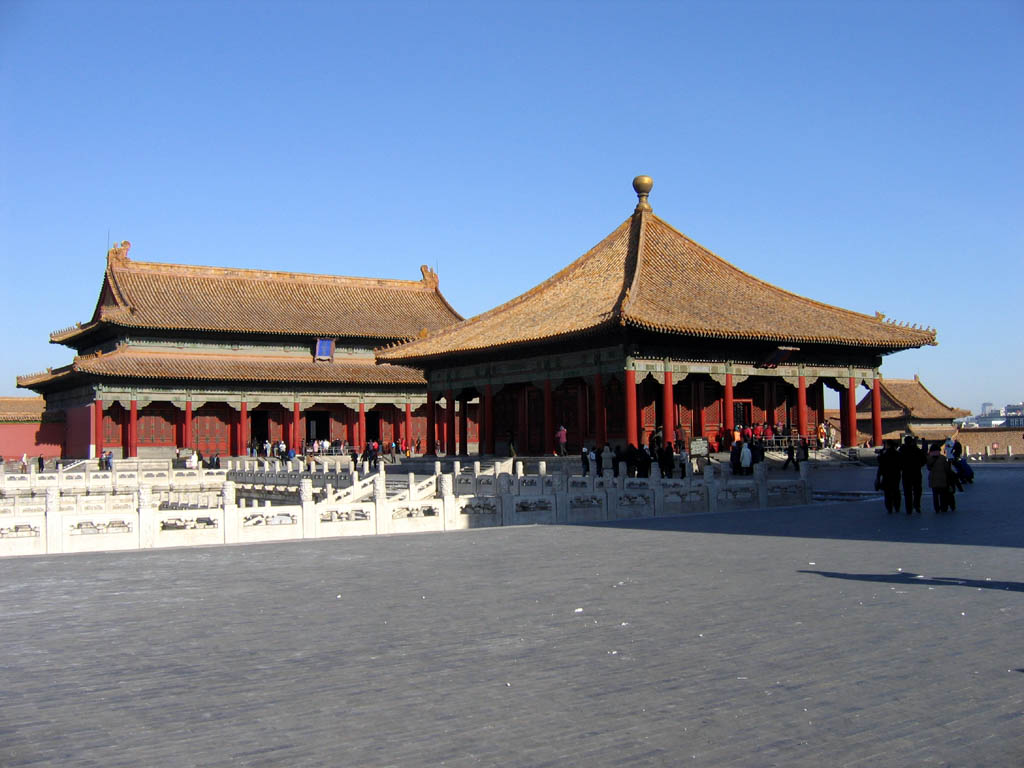
Architetture all'interno del Museo del palazzo.
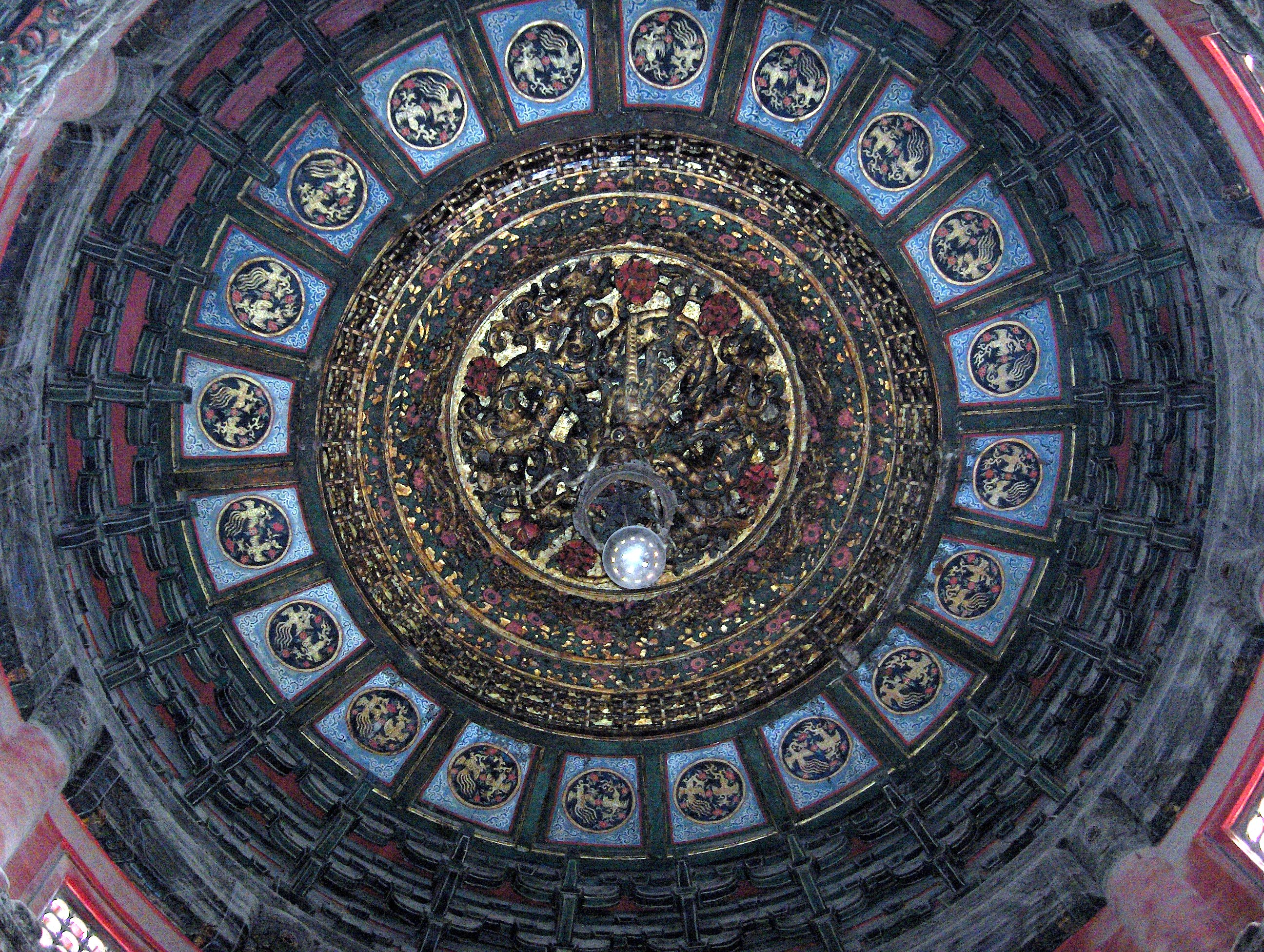
La volta di uno degli edifici del giardino imperiale.
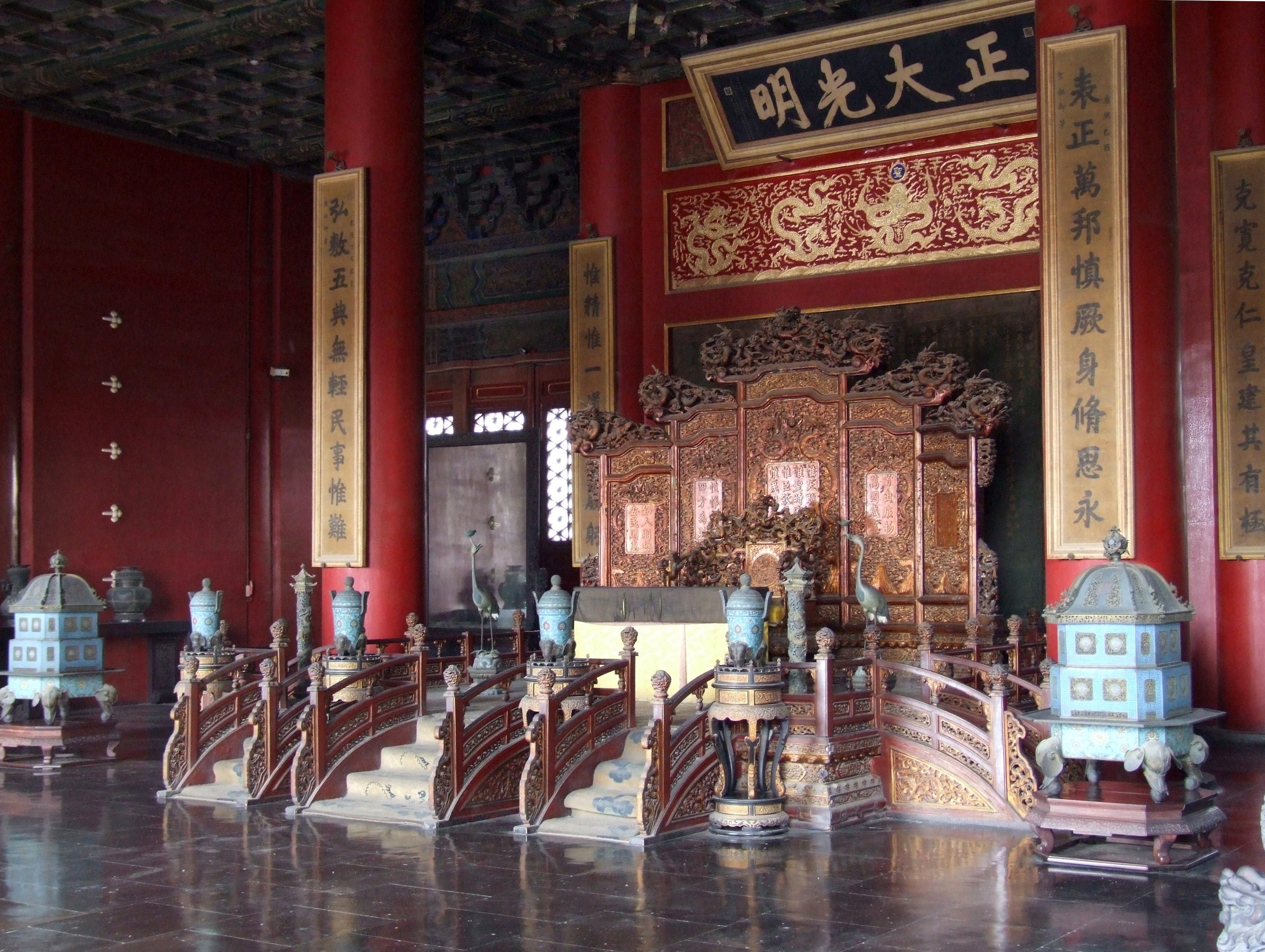
Il trono imperiale.
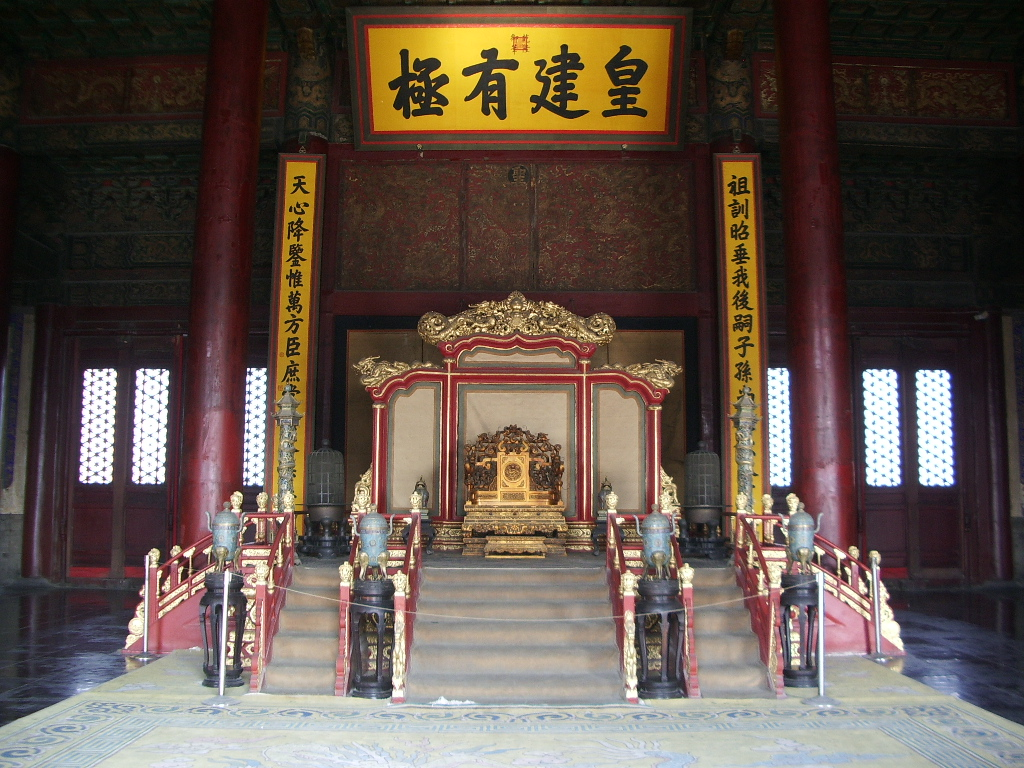
Uno dei numerosi palazzi al cui interno si trova un trono imperiale.
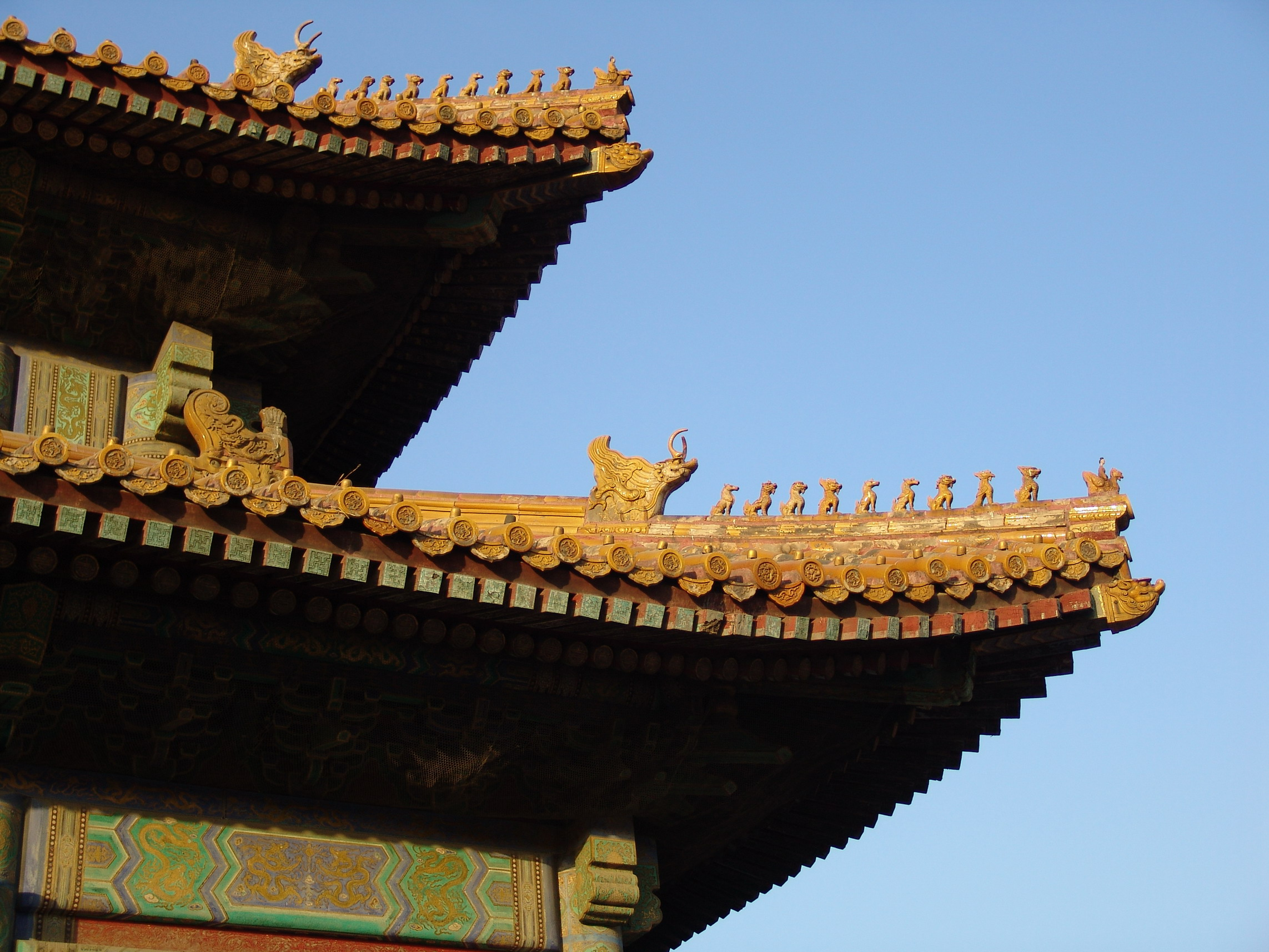
La decorazione del tetto imperiale.
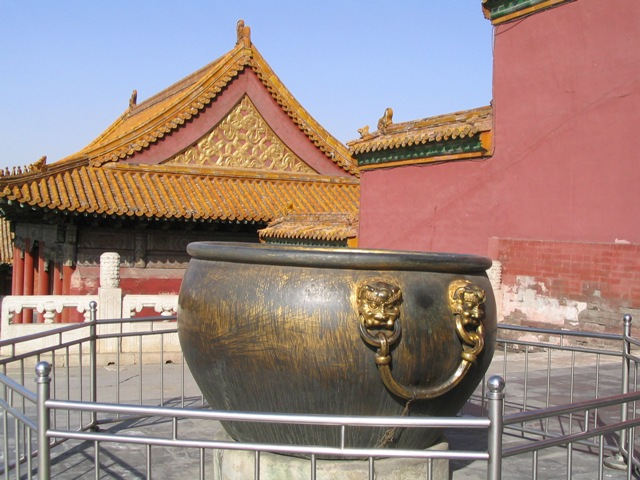
Un recipiente che veniva usato nell'eventualità di incendi.

## Influenze
Architettura

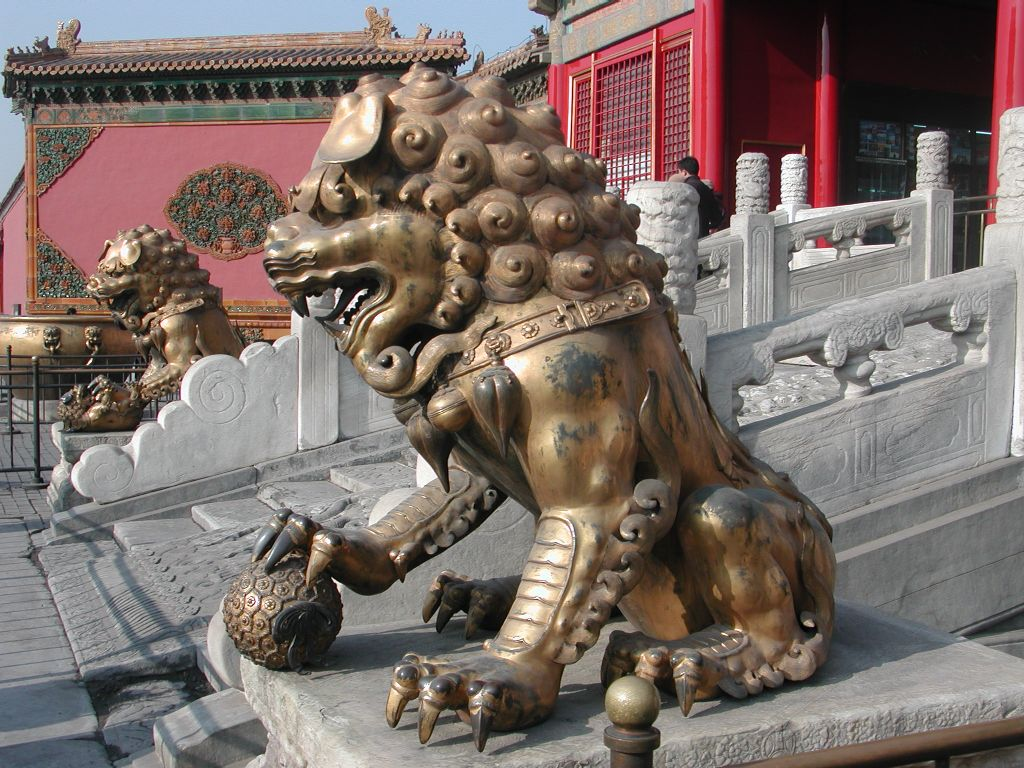
Leoni di fronte al Palazzo della Tranquilla Longevità.

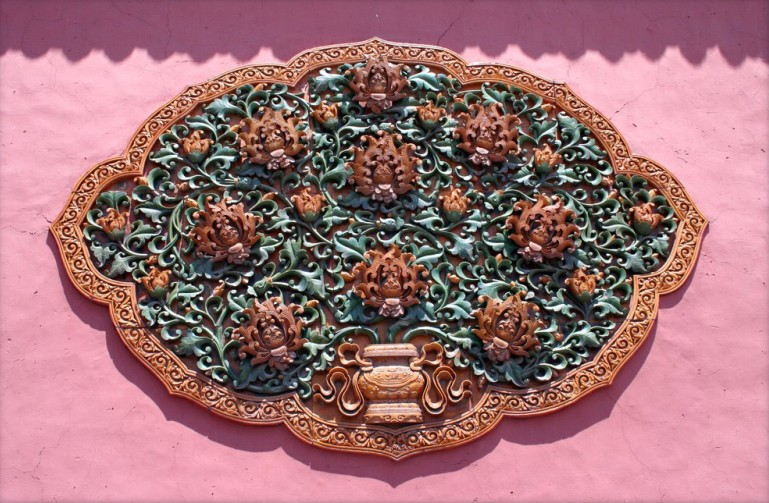
Decorazioni su un edificio.

La Città Proibita, culmine di 2.000 anni di sviluppo di architettura classica cinese e orientale, ha influenzato il suo sviluppo successivo, oltre a fornire l'ispirazione per molte moderne costruzioni. Alcuni esempi comprendono:
- L'imperatore del Vietnam Gia Long costruì nel XIX secolo un palazzo e una fortezza che intendevano essere una copia in scala ridotta della Città Proibita. Le rovine di questi edifici si trovano a Huế ed è a sua volta un Patrimonio dell'umanità.
- Il teatro della 5th Avenue di Seattle è stato progettato per incorporare elementi di architettura classica cinese. Il soffitto della sala dispone di un pannello che rappresenta un drago e altri elementi presenti nella Città Proibita[60].

Nel cinema, nella letteratura e nella cultura popolare
La Città Proibita è servita come scenografia di molte opere di narrativa. Negli ultimi anni è stata presente in film e serie televisive. Alcuni esempi notevoli includono:
- La Città Proibita (1918), un film diretto da Sidney Franklin.
- L'ultimo imperatore (1987) fu il primo film cui il governo cinese abbia dato l'autorizzazione a essere girato all'interno della Città Proibita.
- Negli anni ottanta la RAI e la NBC girarono una serie televisiva incentrata su Marco Polo, effettuando moltissime riprese all'interno della Città Proibita. Storicamente, però, a quell'epoca la Città Proibita non era ancora stata costruita, quindi questo fatto va inteso come una "licenza artistica".
- La città proibita (2006), film wuxia diretto da Zhang Yimou.

Videogiochi
- Cina - Crimini nella Città Proibita (1998), avventura grafica sviluppata e pubblicata dalla Cryo Interactive per Microsoft Windows e PlayStation in collaborazione con Canal+ e Réunion des Musées Nationaux.

Sede di manifestazioni e spettacoli
La Città Proibita è servita anche come un luogo di manifestazioni e spettacoli, ma il suo uso per questo scopo è strettamente limitato a causa del pesante impatto delle attrezzature e delle prestazioni sulle strutture antiche; difatti, quasi tutti gli spettacoli vengono in realtà realizzati al di fuori delle mura del palazzo.
- La Turandot di Giacomo Puccini, la cui storia è incentrata su una principessa cinese, è stata rappresentata all'interno della Città Proibita per la prima volta nel 1998, con la direzione di Zubin Mehta alla guida dell'Orchestra del Maggio Musicale Fiorentino.[61].
- Nel 1988 il musicista statunitense Marty Friedman ha composto una canzone ispirata alla Città Proibita, come parte dell'album "Dragon Kiss"[62].
- Nel 2004 il musicista francese Jean-Michel Jarre tenne un concerto all'interno della Città Proibita, accompagnato da altri 260 musicisti, in occasione delle festività per l'"anno della Francia in Cina"[63].